# Джураш Илиич
Джураш Илиич (на сръбски: Đuraš Ilijić, Ђураш Илијић (управление 1326 – 1362) е средновековен сръбски благородник, служил до смъртта си на сръбските монарси Стефан Дечански (1321 – 1331), Стефан Душан (1331 – 1355) и Стефан Урош V (1355 – 1371). Той носи държавните титли войвода, челник и поземлената господар на Горна Зета. Основател е на знатния род Църноевичи.

## Произход и кариера
Джураш е роден в Кралство Зета, син на Илия, кефалия на Зета, и внук на Джураш Вранчич, ставиоц на крал Стефан Милутин (1282 – 1321). Счита се, че Джураш има двама братя, Никола и Владин, или само един – Никола-Владин.
Той присъства в качеството си на челник при издаването на официалната грамота на 25 март 1326, с която крал Стефан Дечански препотвърждава търговските привилегии на Дубровник. В конфликта между Стефан Дечански и сина му Душан в 1331, Джураш заема страната на Душан. Според Мавро Орбини (1601), когато Душан повежда своята войска от Зета срещу баща си в Рашка, с него са двама съветници – Каравида и Джураш.

## Клис и Скрадин
В началото на 1355 цар Стефан Душан изпраща армия, водена от рицаря Палман и Джураш Илиич, за да защити от унгарски и венециански посегателства владенията на сестра си Елена в Клис и Скрадин. Джураш, в чиито отряд са неговите братя, синове и племенници, заема като кастелан Скрадин. Той е получил нареждане от царя, ако не може да спре унгарците, да отстъпи крепостта на венецианците, от които Стефан Душан иска флотилия за поход към Константинопол. Джураш изпълнява заръката на 10 януари 1356, двадесет дни след изненадващата смърт на Стефан Душан.

## Смърт
Според Орбини, родът Балшичи започва да разширява владенията си в Зета между Шкодренско езеро и Адриатическо море след смъртта на цар Душан и при наследилия го слаб цар Урош. През 1362 братя Балшичи достигат земите на Джураш в Горна Зета, убиват него и някои негови роднини, и отнемат владенията им.

В Михолска превлака в Которския залив е открита плоча, в която се споменава: "
| „                        | ...Слугата на Христос, Йоаким, наричан Джураш, внук на ставиоц Джураш На царя Стефана Трети витез на сръбски: Раб Христу Јоаким а зовом Ђураш, унук ставиоца Ђураша У цара у Стјепана трети витез | “ |
| [ 7 ] [ 8 ] [ 9 ] [ 10 ] | |   |

Посоченият текст навежда учените на заключението, че това е вероятно надгробен камък, под който лежат тленните останки на Джураш Илиич. Твърди се, че той е оставил трима сина: Радич, Стефан и Добровой (или двама: Радич и Стефан-Добровой).